# Championnat de France FFSA GT 2013
Navigation
2012 2014
Le Championnat de France FFSA GT 2013 est la 17e édition de ce championnat, disputé dans le cadre du GT Tour qui se déroule du 27 avril au 26 octobre.

## Repères de débuts de saison
Intersaison
- Sébastien Loeb Racing, après avoir engagé la Mercedes-Benz SLS AMG GT3 pendant la saison et la McLaren MP4-12C GT3 sur la dernière manche 2012, s'engage de nouveau en championnat de France en 2013 (en plus du FIA GT Series 2013 et Blancpain Endurance Series 2013) uniquement avec une McLaren MP4-12C.
- L'équipe Speed Car arrive elle aussi en Coupe de France avec 2 Aston Martin DBRS9 (ayant appartenu à Hexis Racing) et une nouvelle Audi R8 LMS Ultra en Championnat.
- L'équipe TDS Racing (vu en ELMS 2012, vainqueur cat. LMP2) annonce sa venue également avec une première voiture: la BMW E89 Z4 GT3, puis une deuxième à venir.
- L'équipe Team Sofrev-ASP a déjà 2 voitures de confirmées, peut-être une 3e à venir.
- L'équipe Sport Garage engage Jacques Villeneuve, le champion du monde de Formule 1 1997 fera équipe avec le palois Eric Cayrolle.
- Début avril, à un mois du coup d'envoi de la saison, l'équipe Sport Garage annonce un nouvel engagement de taille, Laurent Groppi, l'ancien champion FFSA GT 2010 (sur une Porsche 997 GT3-R du Larbre Compétition avec Patrick Bornhauser), son équipier sera Gilles Duqueine déjà pilote Sport Garage en 2012.

Nouveautés
Pour la retransmission télévisée du championnat, c'est Eurosport qui diffusera désormais la première manche du championnat en plus de la dernière.

## Engagés
| Equipe                | Voiture                   | No. | Pilote                  | Cat.    | Manches |
| --------------------- | ------------------------- | --- | ----------------------- | ------- | ------- |
| Pro GT by Alméras     | Porsche 911 GT3 R (997)   | 1   | Philippe Giauque        | CPT     | toutes  |
| Pro GT by Alméras     | Porsche 911 GT3 R (997)   | 1   | Franck Perera           | CPT     | toutes  |
| Pro GT by Alméras     | Porsche 911 GT3 R (997)   | 2   | Eric Dermont            | CPT     | toutes  |
| Pro GT by Alméras     | Porsche 911 GT3 R (997)   | 2   | Enzo Guibbert           | CPT     | toutes  |
| Pro GT by Alméras     | Porsche 911 GT3 R (997)   | 3   | Erwin France            | CPE     | toutes  |
| Pro GT by Alméras     | Porsche 911 GT3 R (997)   | 3   | Franck Morel            | CPE     | toutes  |
| Porsche Alméras       | Porsche 911 GT3 Cup S     | 4   | Pierre Martinet         | CPT     | 6       |
| Porsche Alméras       | Porsche 911 GT3 Cup S     | 4   | Gérard Tremblay         | CPT     | 6       |
| TDS Racing            | BMW Z4 GT3 (E89)          | 5   | Henry Hassid            | CPT     | 1-5,7   |
| TDS Racing            | BMW Z4 GT3 (E89)          | 5   | Ludovic Badey           | CPT     | 1-6     |
| TDS Racing            | BMW Z4 GT3 (E89)          | 5   | Kévin Estre             | CPT     | 7       |
| TDS Racing            | BMW Z4 GT3 (E89)          | 5   | Pierre Thiriet          | CPT     | 6       |
| TDS Racing            | BMW Z4 GT3 (E89)          | 46  | Pierre Thiriet          | CPT     | 1-2     |
| TDS Racing            | BMW Z4 GT3 (E89)          | 46  | Jonathan Hirschi        | CPT     | 1       |
| TDS Racing            | BMW Z4 GT3 (E89)          | 46  | Mathias Beche           | CPT     | 2       |
| Hexis Racing          | McLaren MP4 12C           | 7   | Jean-Claude Police      | CPT     | 1-6     |
| Hexis Racing          | McLaren MP4 12C           | 7   | Laurent Cazenave        | CPT     | toutes  |
| Hexis Racing          | McLaren MP4 12C           | 7   | Nicolas Metairie        | CPT     | 7       |
| Hexis Racing          | McLaren MP4 12C           | 17  | Eric Debard             | CPT     | toutes  |
| Hexis Racing          | McLaren MP4 12C           | 17  | Olivier Panis           | CPT     | toutes  |
| Sébastien Loeb Racing | McLaren MP4 12C           | 8   | Anthony Beltoise        | CPT     | toutes  |
| Sébastien Loeb Racing | McLaren MP4 12C           | 8   | Laurent Pasquali        | CPT     | toutes  |
| Sébastien Loeb Racing | McLaren MP4 12C           | 9   | Nicolas Marroc          | CPT     | toutes  |
| Sébastien Loeb Racing | McLaren MP4 12C           | 9   | Nicolas Tardif          | CPT     | toutes  |
| Sébastien Loeb Racing | McLaren MP4 12C           | 19  | Sébastien Loeb          | CPT     | 7       |
| Sébastien Loeb Racing | McLaren MP4 12C           | 19  | Christophe Lapierre     | CPT     | 7       |
| Team Sofrev ASP       | Ferrari 458 Italia GT3    | 10  | Gérard Tonelli          | CPT     | 6       |
| Team Sofrev ASP       | Ferrari 458 Italia GT3    | 10  | David Zollinger         | CPT     | 6       |
| Team Sofrev ASP       | Ferrari 458 Italia GT3    | 10  | Eric Clément            | CPT     | 7       |
| Team Sofrev ASP       | Ferrari 458 Italia GT3    | 10  | Nicolas Armindo         | CPT     | 7       |
| Team Sofrev ASP       | Ferrari 458 Italia GT3    | 16  | Fabien Barthez          | CPT     | toutes  |
| Team Sofrev ASP       | Ferrari 458 Italia GT3    | 16  | Morgan Moullin-Traffort | CPT     | toutes  |
| Team Sofrev ASP       | Ferrari 458 Italia GT3    | 20  | Jean-Luc Beaubelique    | CPT     | toutes  |
| Team Sofrev ASP       | Ferrari 458 Italia GT3    | 20  | Soheil Ayari            | CPT     | toutes  |
| ART Grand Prix        | McLaren MP4 12C           | 11  | Gilles Vannelet         | CPT     | toutes  |
| ART Grand Prix        | McLaren MP4 12C           | 11  | Antoine Leclerc         | CPT     | toutes  |
| ART Grand Prix        | McLaren MP4 12C           | 12  | Grégoire Demoustier     | CPT     | toutes  |
| ART Grand Prix        | McLaren MP4 12C           | 12  | Ulric Amado             | CPT     | toutes  |
| Sport Garage          | Ferrari 458 Italia GT3    | 27  | Eric Cayrolle           | CPT     | 1,3-7   |
| Sport Garage          | Ferrari 458 Italia GT3    | 27  | Jacques Villeneuve      | CPT     | 1       |
| Sport Garage          | Ferrari 458 Italia GT3    | 27  | Arno Santamato          | CPT     | 3-7     |
| Sport Garage          | Ferrari 458 Italia GT3    | 28  | Gilles Duqueine         | CPT     | toutes  |
| Sport Garage          | Ferrari 458 Italia GT3    | 28  | Laurent Groppi          | CPT     | toutes  |
| Graff Racing          | Porsche 911 GT3 R (997)   | 29  | Eric Trouillet          | CPE     | 1,3-7   |
| Graff Racing          | Porsche 911 GT3 R (997)   | 29  | Marcel Sciabbarrasi     | CPE     | 1       |
| Graff Racing          | Porsche 911 GT3 R (997)   | 29  | Gaël Castelli           | CPE     | 3       |
| Graff Racing          | Porsche 911 GT3 R (997)   | 29  | Franck Gauvin           | CPE     | 4-7     |
| Chab Evolution        | BMW Z4 GT3 (E89)          | 21  | Pierre Hirschi          | CPT CPE | 5-7     |
| Chab Evolution        | BMW Z4 GT3 (E89)          | 21  | Jonathan Hirschi        | CPT CPE | 5-6     |
| Chab Evolution        | BMW Z4 GT3 (E89)          | 21  | Olivier Pernaut         | CPT CPE | 7       |
| Team Speed Car        | Audi R8 LMS Ultra         | 36  | Sébastien Cabirou       | CPT     | 1-2     |
| Team Speed Car        | Audi R8 LMS Ultra         | 36  | Vincent Abril           | CPT     | toutes  |
| Team Speed Car        | Audi R8 LMS Ultra         | 36  | Dino Lunardi            | CPT     | 3-7     |
| Team Speed Car        | Aston Martin DBRS9        | 007 | Serge Nauges            | CPE     | toutes  |
| Team Speed Car        | Aston Martin DBRS9        | 007 | Thomas Nicolle          | CPE     | toutes  |
| Team Speed Car        | Aston Martin DBRS9        | 009 | Pascal Destembert       | CPT     | 1,3-5   |
| Team Speed Car        | Aston Martin DBRS9        | 009 | Jimmy Antunes           | CPT     | 1,3-5   |
| Team Speed Car        | Audi R8 LMS               | 009 | Pascal Destembert       | CPT     | 6-7     |
| Team Speed Car        | Audi R8 LMS               | 009 | Jimmy Antunes           | CPT     | 6-7     |
| Saintéloc Racing      | Audi R8 LMS Ultra         | 42  | David Hallyday          | CPT     | toutes  |
| Saintéloc Racing      | Audi R8 LMS Ultra         | 42  | Grégory Guilvert        | CPT     | toutes  |
| Saintéloc Racing      | Audi R8 LMS Ultra         | 43  | Stéphane Ortelli        | CPT     | 7       |
| Saintéloc Racing      | Audi R8 LMS Ultra         | 43  | Romain Monti            | CPT     | 7       |
| Saintéloc Racing      | Audi R8 LMS Ultra         | 82  | Jean-Marc Quintois      | CPT     | 1       |
| Saintéloc Racing      | Audi R8 LMS Ultra         | 82  | Marc Sourd              | CPT     | 2-7     |
| Saintéloc Racing      | Audi R8 LMS Ultra         | 82  | Mathieu Jaminet         | CPT     | toutes  |
| Saintéloc Racing      | Audi R8 LMS Ultra         | 83  | Franck Zattera          | CPE     | 1-5,7   |
| Saintéloc Racing      | Audi R8 LMS Ultra         | 83  | Fabrice Rossello        | CPE     | 1-5,7   |
| Saintéloc Racing      | Audi R8 LMS Ultra         | 83  | Gilles Lallement        | CPE     | 6       |
| Saintéloc Racing      | Audi R8 LMS Ultra         | 83  | Manuel Rodrigues        | CPE     | 6       |
| JMB Racing            | Ferrari 458 Italia GT3    | 50  | Patrice Madelaine       | CPE     | 1-5     |
| JMB Racing            | Ferrari 458 Italia GT3    | 50  | Manuel Rodrigues        | CPE     | 1-2     |
| JMB Racing            | Ferrari 458 Italia GT3    | 50  | Jérôme Demay            | CPE     | 3-7     |
| JMB Racing            | Ferrari 458 Italia GT3    | 50  | Nicolas Misslin         | CPE     | 6-7     |
| JMB Racing            | Nissan GTR                | 55  | Nicolas Misslin         | CPT     | 1-5     |
| JMB Racing            | Nissan GTR                | 55  | Alex Buncombe (en)      | CPT     | 1       |
| JMB Racing            | Nissan GTR                | 55  | Arno Santamato          | CPT     | 2       |
| JMB Racing            | Nissan GTR                | 55  | Julien Briché           | CPT     | 3       |
| JMB Racing            | Nissan GTR                | 55  | Jody Fannin             | CPT     | 7       |
| JMB Racing            | Nissan GTR                | 55  | Jean-Philippe Dayraut   | CPT     | 7       |
| HTP Motorsport        | Mercedes-Benz SLS AMG GT3 | 62  | Luca Stolz              | CPT     | 7       |
| HTP Motorsport        | Mercedes-Benz SLS AMG GT3 | 62  | Alon Day                | CPT     | 7       |
| Autovitesse           | Lamborghini Gallardo FL2  | 63  | Cédric Leimer           | CPT     | 5       |
| Autovitesse           | Lamborghini Gallardo FL2  | 63  | Jonathan Cochet         | CPT     | 5       |
| ASP Compétition       | Porsche 911 GT3 R (997)   | 69  | Jean-Paul Buffin        | CPE CPT | 1,3-7   |
| ASP Compétition       | Porsche 911 GT3 R (997)   | 69  | Philippe Ullmann        | CPE CPT | 1       |
| ASP Compétition       | Porsche 911 GT3 R (997)   | 69  | Jean-Paul Oudin         | CPE CPT | 3       |
| ASP Compétition       | Porsche 911 GT3 R (997)   | 69  | Jean-Philippe Dayraut   | CPE CPT | 4       |
| ASP Compétition       | Porsche 911 GT3 R (997)   | 69  | Georges Cabannes        | CPE CPT | 5-7     |
| Ruffier Racing        | Porsche 911 GT3 R (997)   | 77  | Sacha Bottemanne        | CPT     | 1       |
| Ruffier Racing        | Porsche 911 GT3 R (997)   | 77  | Arno Santamato          | CPT     | 1       |
| JustRacing China      | BMW Z4 GT3 (E89)          | 88  | Li Xuefeng              | CPT CPE | 1,4,7   |
| JustRacing China      | BMW Z4 GT3 (E89)          | 88  | David Zhu               | CPT CPE | 1       |
| JustRacing China      | BMW Z4 GT3 (E89)          | 88  | Huan Zhu                | CPT CPE | 3       |
| JustRacing China      | BMW Z4 GT3 (E89)          | 88  | Chao Li                 | CPT CPE | 3,6     |
| JustRacing China      | BMW Z4 GT3 (E89)          | 88  | Yi He                   | CPT CPE | 4       |
| JustRacing China      | BMW Z4 GT3 (E89)          | 88  | Ying Tian Li            | CPT CPE | 6       |
| JustRacing China      | BMW Z4 GT3 (E89)          | 88  | Zhang Yi Chun           | CPT CPE | 7       |
| Autorlando Sport      | Porsche 911 GT3 R (997)   | 90  | Christian Ried          | CPT     | 7       |
| Autorlando Sport      | Porsche 911 GT3 R (997)   | 90  | Klaus Bachler           | CPT     | 7       |
| Attempto Racing       | Porsche 911 GT3 R (997)   | 99  | Tony Samon              | CPT     | 3       |
| Attempto Racing       | Porsche 911 GT3 R (997)   | 99  | Kévin Estre             | CPT     | 3       |

| Icône | Catégorie                          |
| ----- | ---------------------------------- |
| CPT   | Championnat de France FFSA GT      |
| CPE   | Coupe de France FFSA GT (amateurs) |

## Calendrier
Le calendrier 2013 comprend 7 meetings, soit 14 courses de 60 minutes chacune.
| Manche | Manche | Date        | Meeting                         | Circuit                       | Lieu          | Pays/Région                  |
| ------ | ------ | ----------- | ------------------------------- | ----------------------------- | ------------- | ---------------------------- |
| 1      | C1     | 27 avril    | GT Tour Le Mans                 | Circuit Bugatti               | Le Mans       | Pays de la Loire, France     |
| 1      | C2     | 28 avril    | GT Tour Le Mans                 | Circuit Bugatti               | Le Mans       | Pays de la Loire, France     |
| 2      | C1     | 18 mai      | GT Tour Imola / ELMS 3H d'Imola | Autodromo Enzo e Dino Ferrari | Imola         | Émilie-Romagne, Italie       |
| 2      | C2     | 19 mai      | GT Tour Imola / ELMS 3H d'Imola | Autodromo Enzo e Dino Ferrari | Imola         | Émilie-Romagne, Italie       |
| 3      | C1     | 8 juin      | Spa Euro Race                   | Circuit de Spa-Francorchamps  | Francorchamps | Région wallonne, Belgique    |
| 3      | C2     | 9 juin      | Spa Euro Race                   | Circuit de Spa-Francorchamps  | Francorchamps | Région wallonne, Belgique    |
| 4      | C1     | 6 juillet   | GT Tour Val-de-Vienne           | Circuit du Val de Vienne      | Le Vigeant    | Poitou-Charentes, France     |
| 4      | C2     | 7 juillet   | GT Tour Val-de-Vienne           | Circuit du Val de Vienne      | Le Vigeant    | Poitou-Charentes, France     |
| 5      | C1     | 7 septembre | GT Tour Magny-Cours             | Circuit de Nevers Magny-Cours | Magny-Cours   | Bourgogne, France            |
| 5      | C2     | 8 septembre | GT Tour Magny-Cours             | Circuit de Nevers Magny-Cours | Magny-Cours   | Bourgogne, France            |
| 6      | C1     | 12 octobre  | GT Tour Lédenon                 | Circuit de Lédenon            | Lédenon       | Languedoc-Roussillon, France |
| 6      | C2     | 13 octobre  | GT Tour Lédenon                 | Circuit de Lédenon            | Lédenon       | Languedoc-Roussillon, France |
| 7      | C1     | 26 octobre  | GT Tour finale Paul Ricard      | Circuit Paul Ricard           | Le Castellet  | Provence, France             |
| 7      | C2     | 27 octobre  | GT Tour finale Paul Ricard      | Circuit Paul Ricard           | Le Castellet  | Provence, France             |

## Résultats
| Manche | Manche | Meeting                         | Pole Position           | Vainqueurs classement général            | Vainqueurs Coupe de France           |
| ------ | ------ | ------------------------------- | ----------------------- | ---------------------------------------- | ------------------------------------ |
| 1      | C1     | GT Tour Le Mans                 | Sacha Bottemanne        | Laurent Pasquali / Anthony Beltoise      | Erwin France / Franck Morel          |
| 1      | C2     | GT Tour Le Mans                 | Franck Perera           | Grégoire Demoustier / Ulric Amado        | Marcel Sciabbarrasi / Eric Trouillet |
| 2      | C1     | GT Tour Imola / ELMS 3H d'Imola | Grégoire Demoustier     | Morgan Moullin-Traffort / Fabien Barthez | Erwin France / Franck Morel          |
| 2      | C2     | GT Tour Imola / ELMS 3H d'Imola | Morgan Moullin-Traffort | Jean-Luc Beaubelique / Soheil Ayari      | Patrice Madelaine / Manuel Rodrigues |
| 3      | C1     | Spa Euro Race                   | Vincent Abril           | Vincent Abril / Dino Lunardi             | Jean-Paul Buffin / Jean-Paul Oudin   |
| 3      | C2     | Spa Euro Race                   | Morgan Moullin-Traffort | Franck Perera / Philippe Giauque         | Erwin France / Franck Morel          |
| 4      | C1     | GT Tour Val-de-Vienne           | Grégoire Demoustier     | Morgan Moullin-Traffort / Fabien Barthez | Franck Gauvin / Eric Trouillet       |
| 4      | C2     | GT Tour Val-de-Vienne           | Morgan Moullin-Traffort | Laurent Pasquali / Anthony Beltoise      | Erwin France / Franck Morel          |
| 5      | C1     | GT Tour Magny-Cours             | David Hallyday          | Vincent Abril / Dino Lunardi             | Erwin France / Franck Morel          |
| 5      | C2     | GT Tour Magny-Cours             | Laurent Groppi          | Vincent Abril / Dino Lunardi             | Eric Trouillet / Franck Gauvin       |
| 6      | C1     | GT Tour Lédenon                 | Philippe Giauque        | Jean-Luc Beaubelique / Soheil Ayari      | Erwin France / Franck Morel          |
| 6      | C2     | GT Tour Lédenon                 | Enzo Guibbert           | Laurent Pasquali / Anthony Beltoise      | Erwin France / Franck Morel          |
| 7      | C1     | Finale GT Tour Paul-Ricard      | Luca Stolz              | Kévin Estre / Henry Hassid               | Pierre Hirschi / Olivier Pernaut     |
| 7      | C2     | Finale GT Tour Paul-Ricard      | Alon Day                | Kévin Estre / Henry Hassid               | Pierre Hirschi / Olivier Pernaut     |